# Ahuaixpa
Ahuaixpa är en ort i Mexiko.   Den ligger i kommunen San Felipe Orizatlán och delstaten Hidalgo, i den sydöstra delen av landet, 200 km norr om huvudstaden Mexico City. Ahuaixpa ligger 224 meter över havet och antalet invånare är 168.
Terrängen runt Ahuaixpa är varierad. Runt Ahuaixpa är det ganska tätbefolkat, med 86 invånare per kvadratkilometer. Närmaste större samhälle är Huejutla de Reyes, 16,2 km öster om Ahuaixpa. I omgivningarna runt Ahuaixpa växer i huvudsak städsegrön lövskog.